# 코파 & 니콘 프레스 포토 어워즈
코파 & 니콘 프레스 포토 어워즈(KOPA & NIKON Press Photo Awards)는 한국온라인사진기자협회(Korea Online Press Photographers Association)가 주최하고 니콘 이미징 코리아가 후원하는 시상식이다.

## 수상자

### 2012년
- 종합뉴스부문 수상자 : 이데일리 권욱 기자
- 연예뉴스부문 수상자 : 오센(OSEN) 지형준 기자
- 스포츠뉴스부문 수상자 : 오센(OSEN) 민경훈 기자

### 2013년
- 포토제닉 : 정려원
- 종합뉴스부문 수상자 : 이데일리 권욱 기자
- 연예뉴스부문 수상자 : 스포츠서울닷컴 이새롬 기자
- 스포츠뉴스부문 수상자 : 오센(OSEN) 지형준 기자

### 2014년
- 포토제닉 : 한지민
- 종합뉴스 부문, 연예뉴스 부문 : 스포츠서울닷컴 최진석 기자
- 스포츠뉴스 부문 : 오센 박준형 기자

### 2015년
- 포토제닉 : 손예진
- 종합 부문 : 더 팩트 남윤호, 임영무 기자
- 연예 뉴스 부문 : TV리포트 김재창 기자, 동아닷컴 방지영 기자
- 스포츠 뉴스 부문 : OSEN 백승철 기자, 엑스포츠뉴스 김한준 기자

### 2016년
- 포토제닉 : 박보영
- 종합뉴스 부문 : 더팩트 임영무 기자, 남윤호 기자
- 연예뉴스 부문 : 더팩트 남윤호 기자, 임영무 기자
- 체육뉴스 부문 : 조이뉴스 아이뉴스24 조성우 기자, 정소희 기자
- 포트레이트 인터뷰 부문: TV리포트 문수지 기자, 김재창 기자

### 2017년
- 포토제닉 : 설현
- 종합 부문 : 최우수상-조성우(조이뉴스), 우수상-최혁(한경닷컴)
- 연예 부문 : 최우수상-최혁(한경닷컴), 우수상-문수지(TV리포트)
- 스포츠 부문 : 최우수상-이대선(OSEN), 우수상-지형준(OSEN)
- 인터뷰 부문 : 최우수상-정소희(조이뉴스), 우수상-김재창(TV리포트)

### 2018년
- 포토제닉 : 윤아
- 종합뉴스 부문 : 아이뉴스24·조이뉴스24 이영훈 기자, 한경닷컴 최혁 기자
- 연예뉴스 부문 : TV리포트 김재창 기자, 한경닷컴 최혁 기자
- 체육뉴스 부문 : 엑스포츠뉴스 김한준 기자, 아이뉴스24·조이뉴스24 이영훈 기자
- 포트레이트 인터뷰 부문 : TV리포트 문수지 기자, 티브이데일리 조혜인 기자

### 2019년
- 올해의 포토제닉: 수지
- 올해의 기자상 종합 부문: 스포츠투데이 방규현 기자
- 올해의 기자상 연예 부문: 마이데일리 곽경훈 기자
- 올해의 기자상 포토제닉: 스포츠투데이 팽현준 기자
- 올해의 기자상 스포츠 부문: 아이뉴스24/조이뉴스24 이영훈 기자
- 올해의 기자상 인터뷰 부문: 더 셀럽 김혜진 기자

### 2020년
- 포토제닉 : 한예슬
- 종합뉴스 부문 : 한경닷컴 최혁 기자와 쿠키뉴스 박태현 기자
- 연예뉴스 부문 : TV리포트 김재창 기자, 엑스포츠뉴스 김한준 기자
- 체육뉴스 부문 : 스포츠투데이 팽현준 기자, 엑스포츠뉴스 김한준 기자
- 인터뷰 부문 : 한경닷컴 변성현 기자, 엑스포츠뉴스 김한준 기자